# Böse Zellen (Larcher)
Böse Zellen (Boosaardige cellen) is een compositie van de Oostenrijker Thomas Larcher. De opdracht van dit werk voert terug naar 2004, toen er bij de componist een werk werd besteld in dezelfde orkestratie als het pianoconcert KV482 van Wolfgang Amadeus Mozart, dat eventueel vanaf de piano gedirigeerd kon worden. De componist vond het moeilijk om aan die strakke voorwaarden te voldoen.
De titel van dit werk is ontleend aan de gelijknamige film van Barbara Albert uit 2003. Alhoewel het een stuk muziek is waarbij de pianostem het “opneemt” tegen het kamerorkest, wilde de componist niets weten van de aanduiding als pianoconcert. Het stuk wordt vergeleken met een bijenkorf waarin de honingraatstructuur zorgt voor een totale eenheid, terwijl het contact tussen de honingraten ontbreekt. De diverse stemmen (piano en orkest) zijn wel samen maar van interactie is geen sprake. Dit is parallel met de film, die ook het thema isolatie als onderwerp heeft. Het ontbreken van “contact” tussen piano en orkest lijkt pas in deel 4 tot stand te komen. De piano wordt doorheen het werk gebruikt als medewerkend muziekinstrument, dat opgenomen is in het orkest, maar voor grote delen van het werk, lijkt het of de piano los staat van wat zich in het orkest afspeelt. De muziek is soms aleatorsich en vervolgens past alles weer in elkaar. Naast dat de piano gebruikmaakt van zijn natuurlijke klanken, wordt het snaarinstrument ook af en toe als percussie-instrument gebruikt en moet de piano ook bewerkt worden (prepared piano).
Het werk bestaat uit vier delen, kortweg I (sehr langsam, attaca), II (langsam, attaca), III (maatslag 83, attaca)  en IV (maatslag 77) genoemd. De normale structuur van een concerto ontbreekt, er schijnt anders dan in deel IV geen ontwikkeling in het stuk te zitten. Larcher schreef het werk voor zijn “eigen” instrument; hij gaf dan ook zelf de eerste uitvoering. Die vond plaats tijdens een pianofestival in Essen. Dennis Russell Davies begeleidde hem met het Münchener Kammerorkester. ECM Records bracht het inmiddels gereviseerde werk (2007) uit in diezelfde samenstelling maar dan met solist Till Fellner.      
Larcher schreef het werk voor:
- piano
- 1 piccolo/dwarsfluiten, 2 klarinetten (II ook basklarinet), 2 fagotten (II ook contrafagot)
- 2 hoorns (I ook crotales, II ook oliedrum), 2 trompetten (II ook chinees bekken)
- 2 man/vrouw percussie (waaronder 2x glockenspiel, vibrafoon, tamtam en metaalplaten).
- violen (6 eerste, 5 tweede), 4 altviolen, 3 celli, 2 contrabassen